# Opération Triton
Pour les articles homonymes, voir Triton.

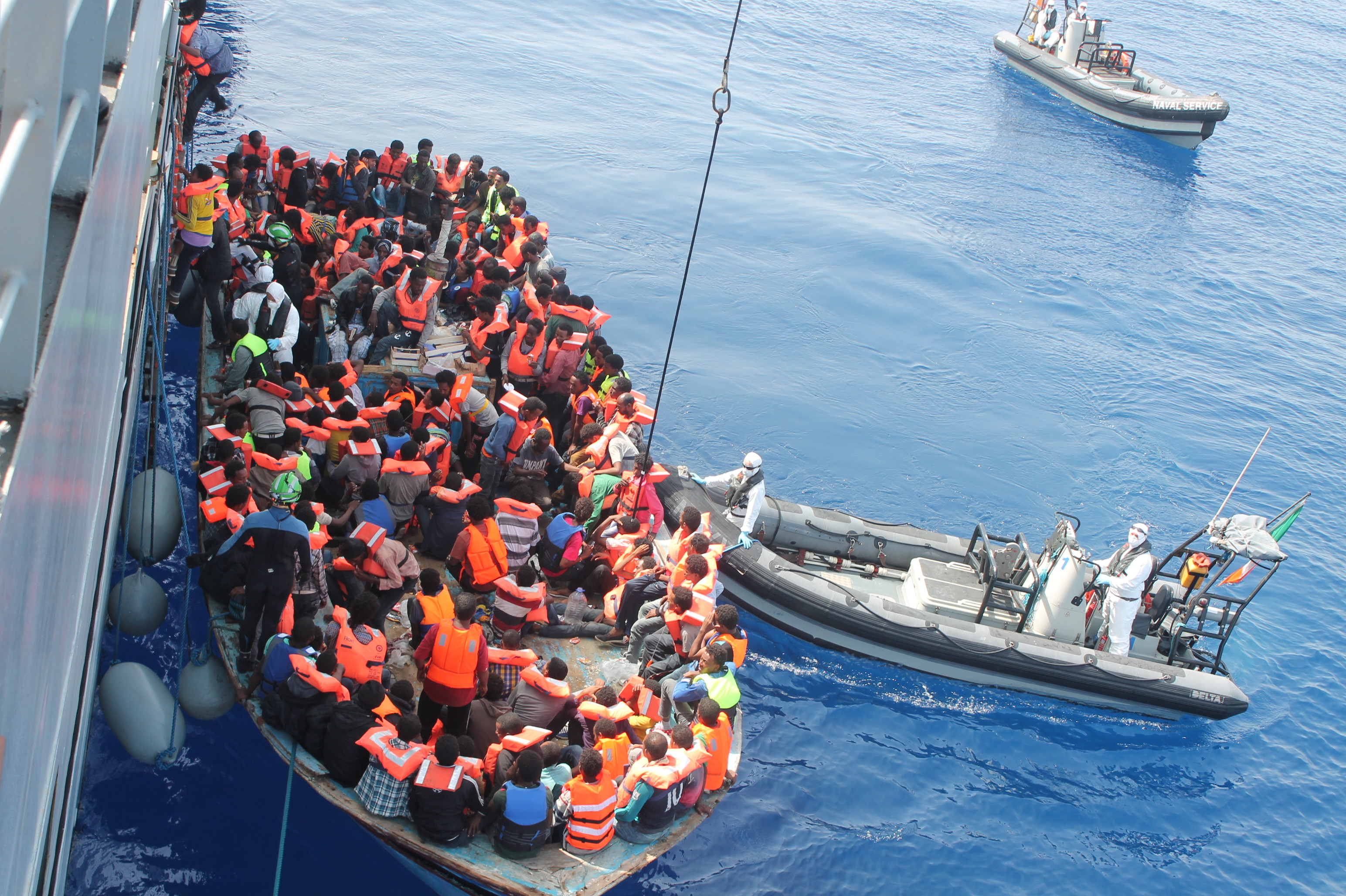
Le navire irlandais Eithne (P31) récupérant des migrants en mer, en juin 2015.

L’opération Triton est une ancienne opération de l'agence européenne Frontex, effective entre le 1er novembre 2014 et le 31 janvier 2018, dont l'objectif était de surveiller les frontières et non de sauver des migrants. 

## Présentation de l'opération
Avec un budget d'environ 2,9 millions d'euros mensuels, elle est censée soutenir l'Italie pour faire face à l'afflux de migrants par voie maritime. L'opération avait été annoncée et présentée le 4 septembre 2014 par la commissaire européenne Cecilia Malmström sous le nom de Frontex plus sur demande du gouvernement Renzi pour remplacer l'opération Mare Nostrum qui s'est terminée le 31 octobre 2014.
Frontex met en œuvre dans cette opération 3 navires patrouilleurs de haute mer, 2 navires de patrouille côtière, 2 vedettes côtières, 2 avions et 1 hélicoptère, les pays membres de l'agence se relayant pour assurer la continuité de la surveillance. Son rayon d'action est limité aux eaux territoriales européennes.
Le 1er février 2018, elle a été remplacée par l'opération Themis, plus sécuritaire,.

## Déroulement de l'opération
Techniquement, le mandat de Frontex ne s'établit que jusqu'à 30 milles nautiques des côtes de l'île italienne de Lampedusa, mais les navires sont très fréquemment appelés au large de la Libye.
En 2015, deux confrontations de trafiquants d'humains avec des navires de sauvetage européens ont été recensées. Bien qu'armés, les assaillants ont simplement repris les bateaux des migrants (alors que ces derniers avaient été embarqués sur les navires européens) sans aborder les navires de Triton, la réponse européenne en cas d'attaque pouvant être très forte.

## Sources